# Luigi Guglielmi (vescovo)
Luigi Guglielmi (Lissa, 15 agosto 1805 – Zara, 29 gennaio 1853) è stato un vescovo cattolico italiano.

## Biografia
Nacque a Lissa, sull'omonima isola della costa dalmata, il 15 agosto 1805.
Fu professore di storia ecclesiastica e diritto canonico presso il Seminario di Zara fino al 1839, anno in cui fu eletto vescovo di Scutari. Consacrato vescovo il 10 maggio 1840 a Vienna dall'arcivescovo Lodovico Altieri, prese possesso della sede il 10 agosto successivo. Durante il suo mandato richiese la presenza dei gesuiti in Albania per aprire e gestire il seminario diocesano; i primi gesuiti, nonostante le resistenze del preposito generale Jan Roothaan, giunsero nel paese nel 1841. Dopo una visita ad limina nel 1843, non poté più tornare nella sua diocesi.
Nominato nel 1852 come vescovo di Verona, non poté prendere possesso della sua diocesi a causa della sua morte, sopraggiunta il 29 gennaio 1853 a Zara.

## Genealogia episcopale e successione apostolica
La genealogia episcopale è:
- Cardinale Scipione Rebiba
- Cardinale Giulio Antonio Santori
- Cardinale Girolamo Bernerio, O.P.
- Arcivescovo Galeazzo Sanvitale
- Cardinale Ludovico Ludovisi
- Cardinale Luigi Caetani
- Cardinale Ulderico Carpegna
- Cardinale Paluzzo Paluzzi Altieri degli Albertoni
- Papa Benedetto XIII
- Papa Benedetto XIV
- Papa Benedetto XIV
- Cardinale Giovanni Carlo Boschi
- Cardinale Bartolomeo Pacca
- Papa Gregorio XVI
- Cardinale Lodovico Altieri
- Vescovo Luigi Guglielmi

La successione apostolica è:
- Arcivescovo Giorgio Labella, O.F.M.Ref. (1841)